# Olsbacka, Åkern en Karlsvik
Olsbacka, Åkern en Karlsvik (Zweeds: Olsbacka, Åkern och Karlsvik) is een småort in de gemeente Falun in het landschap Dalarna en de provincie Dalarnas län in Zweden. Het småort heeft 114 inwoners (2005) en een oppervlakte van 48 hectare. Eigenlijk bestaat het småort uit drie plaatsen: Olsbacka, Åkern en Karlsvik.

## Verkeer en vervoer
De E16/Riksväg 50 loopt door het småort.